# 巨蟹座RS
巨蟹座RS，又名BD+31 1946，HD 78712、SAO 61306、HR 3639，是巨蟹座的一颗恒星，视星等为5.95，位于銀經194.5，銀緯42.08，其B1900.0坐标为赤經9h 4m 36.2s，赤緯+31° 42.08′ 14″。